# Ville Itälä
Ville Itälä (ur. 10 maja 1959 w Luumäki) – fiński polityk i prawnik, były poseł do Eduskunty i minister, od 2004 do 2012 deputowany do Parlamentu Europejskiego, audytor w Europejskim Trybunale Obrachunkowym, od 2018 dyrektor generalny Europejskiego Urzędu ds. Zwalczania Nadużyć Finansowych (OLAF).

## Życiorys
W 1989 uzyskał licencjat z prawa, a dwa lata później magisterium. W latach 80. był szefem policji w Naantali, wykonywał też zawód prokuratora i sędziego. Od połowy lat 90. zajmował się prowadzeniem własnej praktyki prawniczej. W okresie 1985–1996 zasiadał w radzie miejskiej Turku.
W 1985 wstąpił do Partii Koalicji Narodowej. Był jej wiceprzewodniczącym w latach 1999–2001, a następnie do 2004 stał na czele tego ugrupowania. W 1995 został wybrany do Eduskunty, mandat posła sprawował przez dziewięć lat. Przewodniczył m.in. Komisji Konstytucyjnej i Wysokiej Komisji. W latach 2000–2003 sprawował urząd ministra spraw wewnętrznych w rządzie Paava Lipponena. Od 2001 pełnił także funkcję wicepremiera.
W 2004 został deputowanym do PE, w VI kadencji należał do frakcji EPP-ED. Brał udział w pracach Komisji Budżetowej oraz delegacji ds. współpracy Unii Europejskiej z Japonią. W wyborach europejskich w 2009 skutecznie ubiegał się o reelekcję. Z PE odszedł w 2012 związku z objęciem stanowiska audytora w Europejskim Trybunale Obrachunkowym, które zajmował przez sześć lat.
W czerwcu 2018 nominowany (od sierpnia 2018) na funkcję dyrektora generalnego Europejskiego Urzędu ds. Zwalczania Nadużyć Finansowych.